# Ulster Open 2009
Die Ulster Open 2009 im Badminton fanden vom 3. bis zum 4. Oktober 2009 in Lisburn statt.

## Sieger und Platzierte
| Disziplin    | Gold                           | Silber                       | Bronze                          |
| ------------ | ------------------------------ | ---------------------------- | ------------------------------- |
| Herreneinzel | Niall Tierney                  | Scott Burnside               | Ronan McGee                     |
| Herreneinzel | Niall Tierney                  | Scott Burnside               | William O’Neill                 |
| Dameneinzel  | Sinead Chambers                | Emma Calow                   | Catherine Coyle                 |
| Dameneinzel  | Sinead Chambers                | Emma Calow                   | Rachel Orr                      |
| Herrendoppel | Daniel Magee Niall Tierney     | Scott Burnside Gavin Mcauley | Matthew Gleave Alex Sim         |
| Herrendoppel | Daniel Magee Niall Tierney     | Scott Burnside Gavin Mcauley | Lee Hannigan Ian Macbeth        |
| Damendoppel  | Fiona Glennon Pauline Glennon  | Emma Calow Sinead Chambers   | Hannah Orr Rachel Orr           |
| Damendoppel  | Fiona Glennon Pauline Glennon  | Emma Calow Sinead Chambers   | Lisa Chapman Catherine Coyle    |
| Mixed        | Matthew Gleave Sinead Chambers | Daniel Magee Lisa Chapman    | Stuart Lightbody Caroline Black |
| Mixed        | Matthew Gleave Sinead Chambers | Daniel Magee Lisa Chapman    | Gavin Mcauley Emma Calow        |